# Diccionario panhispánico de dudas
A Diccionario panhispánico de dudas (jelentése spanyolul „Összspanyol nyelvhelyességi szótár”, szó szerinti fordításban ’A kétségek összspanyol szótára’, röviden DPD) a Spanyol Királyi Akadémia és a Spanyol Nyelvi Akadémiák Egyesülete által készített, először 2005-ben megjelentetett normatív spanyol helyesírási és nyelvhasználati szótár egy kötetben az Editorial Santillana kiadásában, valamint ingyenes internetes konzultációs lehetőséggel. Célja, hogy hasznos eszközként szolgáljon mindazok számára, akik tökéletesíteni szeretnék a spanyol nyelv ismeretét és használatát, választ adva a spanyol nyelvtan valamennyi területén – hangtan és helyesírás, ige- és névszóalaktan, mondattan, szókincs és jelentéstan – felmerülő legszokványosabb problémákra.

## Felépítése
A DPD négy fő részből áll, ezek az alábbiak:
- I. Szótár (Diccionario)
  - Tematikus szócikkek (artículos temáticos): általános kérdésekkel foglalkozó szócikkek, mint például a hangsúlyozás szabályai, vagy az írásjelek, nagybetűk használata, stb. E szócikkek címszava vastag nagybetűvel (versalita negrita) van szedve.
  - Nem tematikus szócikkek (artículos no temáticos): konkrét szavakkal kapcsolatos kételyekkel foglalkoznak, például a hangsúlyozása, helyes írásmódja, többes száma stb. Az ilyen szócikkek címszava vastag kisbetűvel (redonda negrita) van szedve az idegen szavakról szóló szócikkek kivételével, amelyek vastag dőlt kisbetűvel (cursiva negrita) szerepelnek.
- II. Függelékek (Apéndices)

1. Igeragozási modellek (Modelos de conjugación verbal)
2. Rövidítések jegyzéke (Lista de abreviaturas)
3. Betűrendbe sorolható jelek jegyzéke (Lista de símbolos alfabetizables)
4. Betűrendbe nem sorolható jelek jegyzéke (Lista de símbolos o signos no alfabetizables)
5. Országok és fővárosok jegyzéke a népnévvel (Lista de países y capitales, con sus gentilicios)

- III. Nyelvészeti szakkifejezések kislexikona (Glosario de términos lingüísticos)
- IV. Az idézetek forrásainak névjegyzéke (Nómina de fuentes citadas)

## A tárgyalt kérdéskörök
A szócikkek a következő témaköröket érintik:
- Az ábécé betűi és a hangok, amelyeket jelölnek
- Az ékezet használata
- Kétféle elfogadott hangsúlyozással rendelkező szavak
- Bizonytalan vagy gyakran hibásan hangsúlyozott szavak
- Igék, amelyek néhány alakja hangsúlyozási problémákat vet fel
- Többféle elfogadott írásmóddal rendelkező szavak
- Gyakori helyesírási vulgarizmusok
- Egybe- és különírandó szavak, illetve kifejezések
- Az írásjelek használata
- A kis- és nagybetűk használata
- A rövidítések, betűszók és jelek írásmódja és használata
- A különböző számnevek (tő-, sor-, szorzó- és törtszámnevek) írásmódja és használata
- Az arab és a római számok használata
- Az idő és a dátum kifejezése
- Gyakran használt latin szavak és kifejezések
- Nyelvtani nemmel vagy a nőnemű alakkal kapcsolatos bizonytalanságokat felvető szavak
- A többes számmal kapcsolatos bizonytalanságokat felvető szavak
- Rendhagyó felsőfokú melléknevek
- Az adelante/delante, adentro/dentro, afuera/fuera stb. típusú határozópárok
- A középfok használatában bizonytalanságokat felvető melléknevek és határozószók (mayor/más grande, menor/más pequeño, peor, mejor stb.)
- Vonatkozó, kérdő névmások és határozószók
- Hangsúlyos és hangsúlytalan személyes névmások
- A névelő használatával kapcsolatban felmerülő bizonytalanságok
- Az igei és névszói egyeztetéssel kapcsolatban felmerülő bizonytalanságok
- Rendhagyó igék
- Szerkezeti és ragozási bizonytalanságokat felvető szabályos igék
- Voseo
- Dequeizmus és queizmus
- Leizmus, laizmus és loizmus
- A személytelen és a szenvedő-visszaható mondatok megkülönböztetése és használata
- Számos kifejezés és szószerkezet használata
- Hasonló alakú, de eltérő jelentésű szavak, amelyeket a használat során gyakran összekevernek
- Téves értelemben használt szavak
- Kifogásolható tükörszók
- Neologizmusok
- Általánosan használt idegen szavak és kifejezések
- Bizonytalan írásmódú hely- és népnevek